# Сто и десети логистичен полк
Сто и десети логистичен полк е военно формирование от Сухопътните войски на българската армия.

## История
Създаден е на 1 октомври 2000 г. под името 110 бригада за материално-техническо осигуряване. Полкът е наследник на създадената през 1983 г. Втора ремонтно-възстановителна база на втора армия и на тиловите складове на Командването на Сухопътните войски. Военно-пощенския му номер е 46 690.

## Наименования
- Втора ремонтно-възстановителна база – 1983 – 1 октомври 2000
- 110 бригада за материално-техническо осигуряване – 1 октомври 2000 – ?
- 110 мобилен полк за логистична поддръжка – ? – 1 юли 2013[2]
- 110 логистичен полк – от 1 юли 2013

## Командири
- Полковник Владимир Милев (1 октомври 2000 – 1 септември 2005)
- Полковник Костадин Сталев (1 септември 2005 – 1 юни 2008)
- Полковник Иван Неделчев (1 юни 2008 – 10 август 2010)
- Полковник Радослав Янев (11 август 2010 – 31 август 2017)
- Полковник Иван Маламов (1 септември 2017 – 12 август 2019)
- Полковник Костадин Добрев (от 17 октомври 2019 г.)